# 中古車

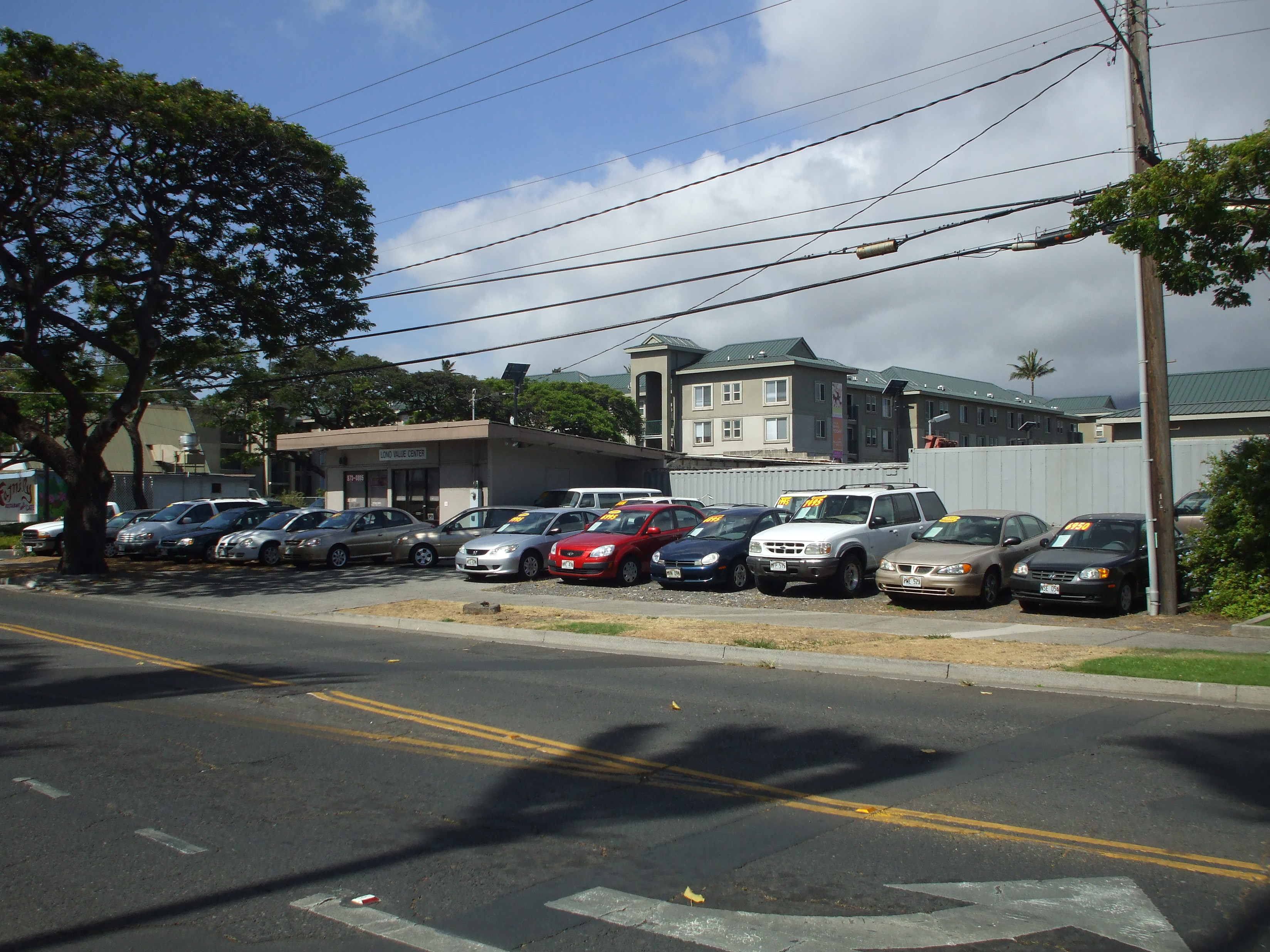
アメリカ合衆国ハワイ州マウイ島の中古車店の店頭に並ぶ多数の中古車（2010年）

中古車（ちゅうこしゃ、英語: a pre-owned vehicle, used car）は、中古の自動車、オートバイや自転車のこと。

## 概説
一度所有された自動車、オートバイ、自転車などである。カーディーラー、中古車専門販売店、レンタカー会社、リース会社、業者オークション、個人間売買で売買される。なお近年ではネットの中古品取引サイトでも中古車の個人売買が行われている（日本ではたとえばヤフオクやメルカリで、英語圏ではeBayなどで中古車の売買が行われている。）
中古車は「自動車やオートバイや自転車」とされ、たしかに厳密に言えば中古の自転車も含むが、この記事では自動車やオートバイなどを主に解説する。
中古車は基本的には、消費者（ユーザー）や企業・組織によって既に所有された、再び売りに出される車を指す。かつて「新古車」と呼ばれていた「登録済未使用車 」は、一度以上登録されているため、使用歴、走行距離、程度の如何に関わらず、法的には全て中古車に分類される。
車齢の若い車は「年式」（生産年またはモデルイヤー）の数字が大きいことから「高年式」と呼び、製造から年数が長く経っている古い車は「低年式」と呼ぶ。
なお、国連の国連環境プログラム（UN Environment Programme。UNEP）の報告によると、先進国の中古車のうち品質の低い中古車が発展途上国に向けて何百万台も輸出されて、それが大気汚染の原因となっており、さらには気候変動の原因にもなっているという。たとえば2015年から2018年までの統計だけでも、欧州・米国・日本から総計でおよそ1,400万台弱の中古車が世界に向けて輸出され、そのうち70 %が中・低所得の国に輸出され、半分以上がアフリカに向けて輸出されているという。国連の同プログラムが146カ国の状況を調べたところ、ほとんどの国において輸入した中古車について年式や品質や安全性に関する規則が全く無く、その結果大気汚染の悪化の原因にもなっているという。

## 歴史
1898年、アメリカ合衆国ニューヨーク州キャッツキルのエンパイヤ・ステート・モーターワゴン社（Empire State Motor Wagon Company）が、世界最初の中古自動車販売所だったとされる。

## 各国の中古車

### アメリカ合衆国
アメリカ合衆国では、中古車市場は年間約3,700億ドルの規模があり、全米の自動車販売の約半分の規模があり、また小売部門の中で最大の部門となっている。2005年には4,400万台の中古自動車が販売され、台数では新車販売1,700万台の倍以上となっている。
アメリカ合衆国の連邦取引委員会（FTC）は、消費者が中古車を購入する場合は、あらかじめ中古車販売業者の評判（第三者からの評価）をよく確認することを勧めている。
アメリカの俗語で質の悪い中古車は「レモンカー」と呼ばれている。アメリカの経済学者ジョージ・アカロフは、中古車市場で購入した中古車は故障しやすいといわれる現象のメカニズムを分析し、不良品が流通しやすい市場を「レモン市場」と呼んだ。

#### 車歴報告書
アメリカでは2006年時点で、34 %の消費者が中古車購入前に、その中古車の履歴が判る「車歴報告書（vehicle history report）」を手に入れている。これは各州の運輸局が車体番号を基に発行している報告書であり、当該車に関して、過去にどのような保険金が支払われたかどうか、過去の交通事故歴といったことも記載されている。また、過去の所有者の変更・遍歴、それにともないオドメータ（累積距離計）の数字がどのように変化してきたかも記載されているものである。ここには併せて、「en:lemon law レモン法」 と呼ばれる法規（レモン市場を改善させるための法規群）、（ありがちな）オドメータの改竄、消費者にとって有用なリコールなどについても説明がなされている。

### カナダ
カナダのオンタリオ州では、新車および中古車の販売はオンタリオ自動車産業協議会（Ontario Motor Vehicle Industry Council）によって規制されている。協議会設立の目的は情報提供、不公正取引の防止、自動車および販売行為の品質向上・維持、苦情取り扱いなどによる消費者保護である。

### 日本
新車を購入した所有者が次の車に買い換える際に、それまで乗っていた車を自動車ディーラー（新車販売店。以下、ディーラーと略）に下取りに出すか、中古車買取・販売業者に売り渡す。これらの業者には、古物業法に基づく古物商の許可が必要になる。
業者が買い取った中古車のうち、商品としての残存価値（利益）が大きい場合、整備や板金塗装の後に自ら販売したり、現状で中古車オークションへ出品するか、同業者に販売（業販）される。車両丸ごとでの利益が見込めない場合は解体業者に販売され、部品取りとして解体され、中古部品市場へと回る。
1985年（昭和60年）にドバイにジュベル・アリ・フリーゾーン（免税の経済特区）が開設されると、1980年代末から中東や南アジア系ブローカーと在留外国人による同地のドバイオートゾーン（DAZ）への中古車輸出が盛んになり、ソ連崩壊後は極東ロシア向けの輸出も始まった。これにより、経済成長によって自動車が必要となった開発途上国や新興国向けに、四輪駆動車やトヨタ・ハイエースなど特定の商用車をはじめ、小型から大型までのトラックとバス、引き取り手のなくなった乗用車などを輸出するルートが出来上がった。これらは日本国内で解体・分別・廃棄またはリサイクルを行うよりも利益が出るため、国内外の業者双方にとってメリットがあった（後述）。一方、これらの小口輸出ルートではすべてのコンテナの中身を完全に検査する事が難しいため、依然として盗難車が流出する温床ともなっている。

#### 日本の中古市場の変遷
モータリゼーションが訪れた1960年代には中古車流通の仕組みが整っておらず、ディーラーが自社で販売しきれない下取り車は直接、あるいはブローカーを介するなどして独立系中古車販売業者に業販していた。独立系業者は零細企業や個人事業主が多く、市場の主導権はディーラーが握っていたが、ディーラーは中古車部門にあまり力を注いでいなかった。
1960年代から1970年代には後楽園球場（現・東京ドーム）で中古車フェアが開催された。石橋正二郎に可愛がられ、当時中古車販売店を経営していた海老原勝の紹介によって実現したものである。
この頃に中販連関東甲信越連絡協議会では各中販連の会員の展示場に中販連のマーク入りの横断幕や幟を掲げて、この店は中販連の会員店であると、会員でない専業者（アウトサイダー）との違いを明確に色分けするものだった（同一の会場に数百台の車を集めて大衆を動員し積極的に中古車を売るという催しではない）。
1970年代にはオークション形式での業者間取引が各地で行われるようになり、1980年代にはユー・エス・エスをはじめとするオークション業者による大規模な現車オークションや、オークネットによる通信衛星を介したネットオークションなどが行われるようになる。これにより大口での売却が常に可能となったため、1990年代にはガリバーインターナショナルに代表される新業態「中古車買取専門店」が各地に登場する。さらに、安定した仕入れも可能になった為、特定の車種だけを集めるなどの特徴を持った独立系販売業者も増えることとなった。
新車から中古車へ需要がシフトしたのが追い風となり、1990年代後半まで市場全体が大きく拡大。買取専門店チェーンなどが成長した一方、市場におけるディーラーの地位は相対的に低下した。
1990年代後半以降は市場全体が頭打ちとなり、単価の安い低年式車への需要シフトも起こった。
また、2000年にはトヨタ自動車が買取専門店チェーンT-UPを立ち上げ日本最大級のネットワークを構築するなど、メーカーやディーラーも中古車に力を注いでいる。

#### 中古車の輸出

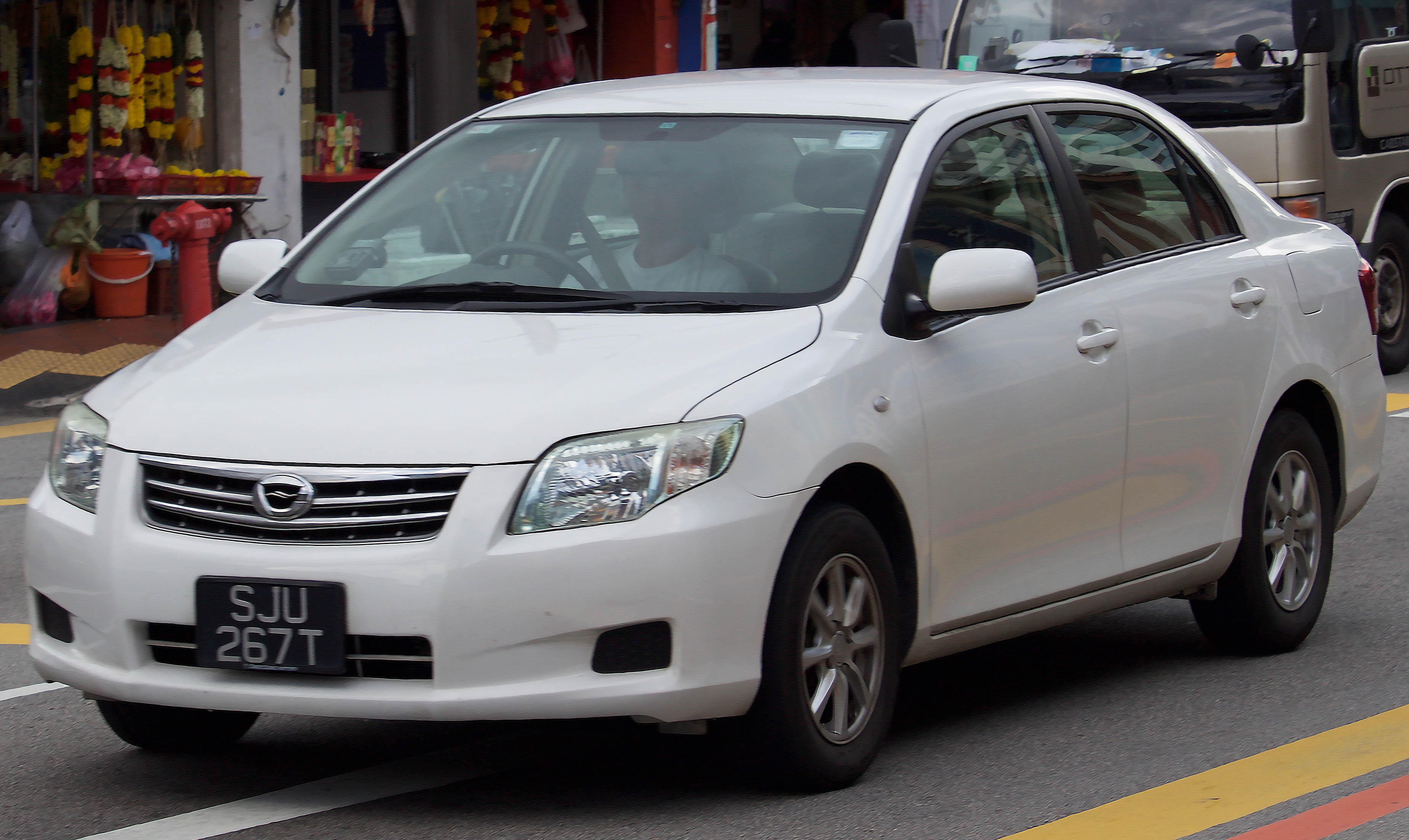
輸出された日本の中古車
（トヨタ・カローラアクシオ）
初代モデル。本来は国内専用車。

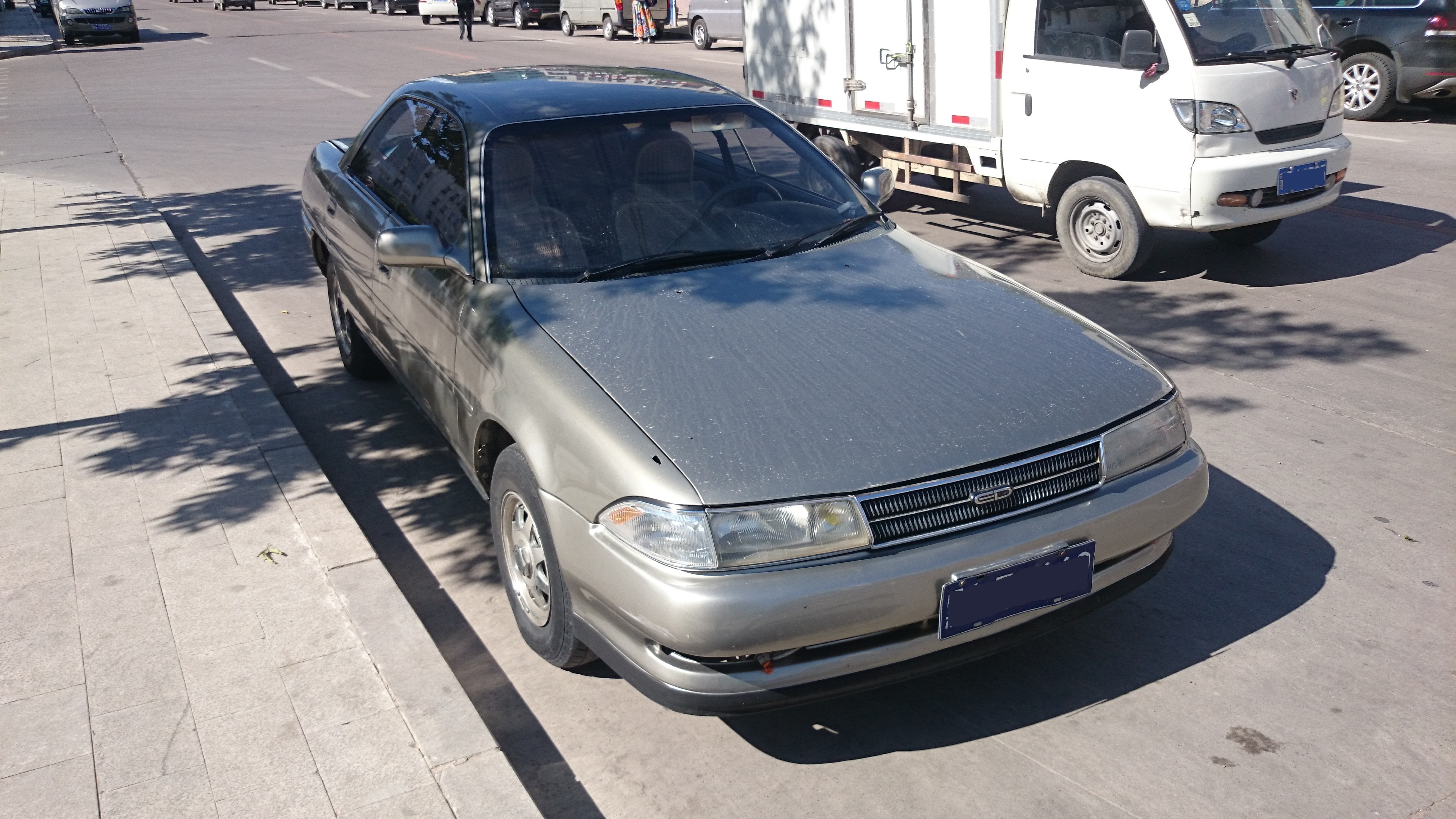
左ハンドルに改造された日本の中古車
（トヨタ・カリーナED）
国内専用車のため右ハンドルしか存在しないが、輸出先（中国本土）では右ハンドル登録不可のため左ハンドルに改造されている。

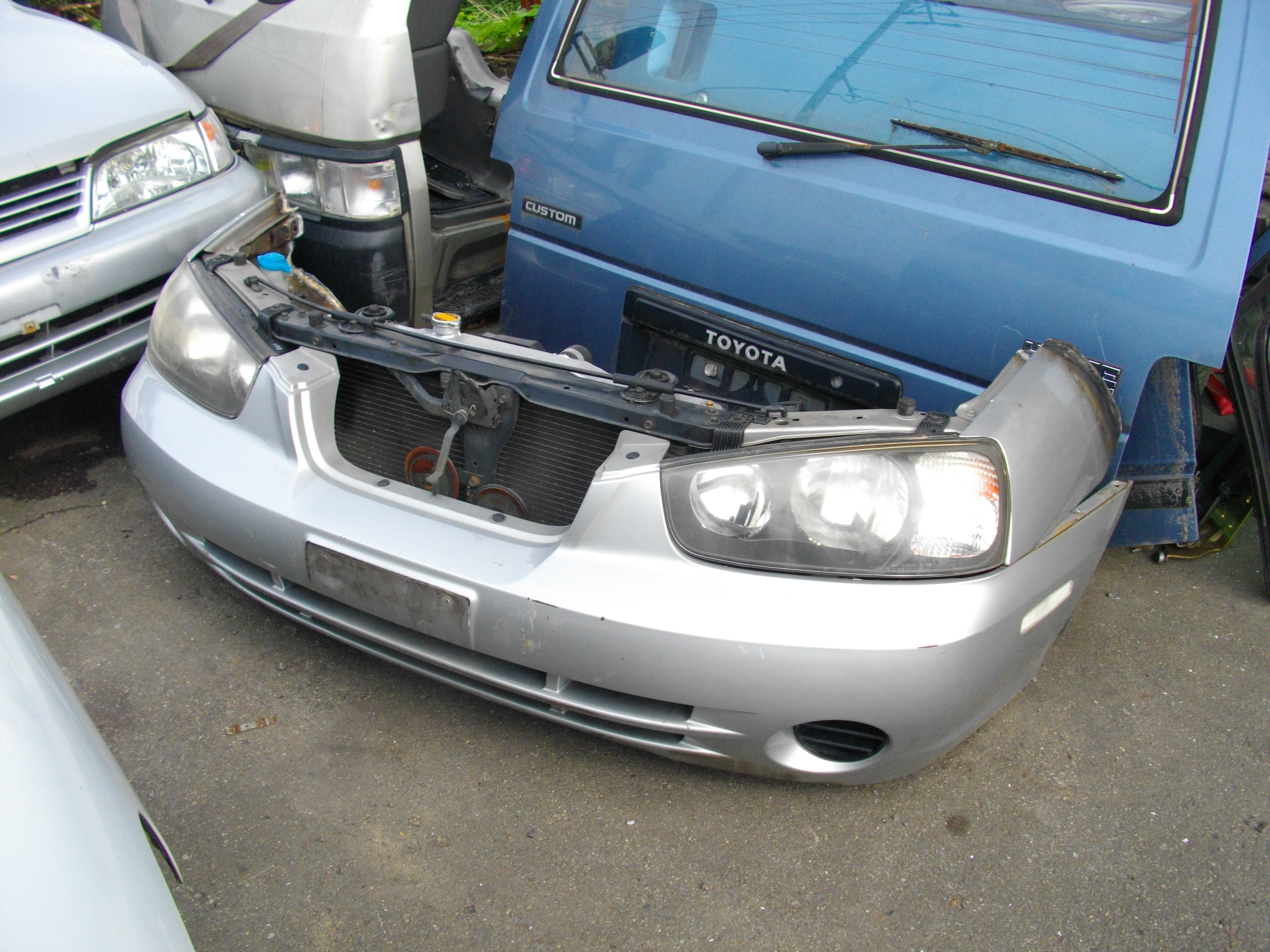
輸出先の規制に対応するためカットされたXDエラントラ前期(ノーズカット)、AE100Gカローラツーリングワゴン、E24キャラバン(ハーフカット)。後ろには同じく輸出用のH50ハイエースのバックドアも。

1980年代頃から、日本で使われた中古車及び中古部品（乗用車、トラック、バス問わず）の輸出が多くなってきた。商用車の場合、日本語の企業・学校名が入っていたまま輸出するケースも少なくない。当初は日本と同じ左側通行/右ハンドルの地域へ輸出するクルマが多かったが、1990年代から右側通行のロシア連邦やモンゴルなどへも右ハンドルのまま輸出するケースが出てきた。中にはボリビア、チリなど南米を中心に輸出先の右ハンドル車の登録が認められない法規制に合わせ、左ハンドルに改造されるケースも存在する。
2005年頃からは急激な円安により、新車も正規代理店を通さないで現地により輸入される、いわゆる「並行輸入」のクルマも増えており、英語では「グレー・インポート・カー」もしくは「パラレル・インポート・カー」等と呼ばれている。
2006年以降、毎年約120万台程度が輸出されており、主な向け先は、バングラデシュ、パキスタン、ニュージーランド、カザフスタン、タンザニア、ザンビア、コンゴ、ケニア、トリニダード・トバゴ、パラグアイ、ペルー、ボリビア、マレーシア、ミャンマー、タイ、オーストラリア、ドミニカ共和国、アイルランド、イギリス等。イギリス向けは現地で販売されていない車種を含む愛好家向けが主で、ユーノス/マツダ・ロードスターを始めとした日本車のほか、様々な理由で日本で不人気となり、割安感の出た英国ブランド車も対象になっており、特に為替レートで日本円に対してポンド高の時期に顕著であった。
輸出先によっては中古車のコンプリート状態での輸出が認められない(または手続きが煩雑である)、あるいは単純に1コンテナあたりのスペース効率を上げたいなどの事情から、あえてモノコックを切断し｢中古部品セット｣として輸出する場合もある。
2010年代頃から、日本の中古車輸出企業 carview（tradecarview）、ビィ・フォアード等がインターネット上にECサイト（越境EC）を開設して、海外のユーザーが直接サイトにアクセスして購入するスタイルが主流になりつつある。
極東ロシアのハバロフスク、ウラジオストクなどに輸出されてきたが、政府が関税の引き上げに踏み切って以降、日本からの中古輸出が減少した。
2017年1月からは、ロシア国内で販売する全ての車両に、ロシア版衛星測位システム「GLONASS」の端末搭載が義務付けられたため、システムの後付けが必要となる中古車の競争力が相対的に低下した。とはいえ相変わらず日本にとってロシアは中古車の最大の輸出先であり、テレビ朝日の報道によると2022年ロシアのウクライナ侵攻を発端とした経済制裁による急激な輸出減がユー・エス・エスのオートオークションに於ける取引平均価格に1ヶ月で10万円近く、割合にしてほぼ1割という多大な下落を及ぼす程である。

#### バスの中古車
日本のバス事業者では鉄道と同じく地方のバス会社は自動車NOx・PM法の適用区域から廃車となった中古車を導入する例が多いが、その中には自動車NOx・PM法の適用区域の会社なら自動車NOx・PM法の適用区域外の子会社に譲渡されるケースも多い。地方のバスでも遠州鉄道、淡路交通、一畑バス、伊予鉄バス、西日本鉄道などのように会社の事情で中古車を導入しない会社も存在する。

### オーストラリア
オーストラリアのクイーンズランド州では、走行メーターが16万キロメートル以下で、かつ10年以内の製造であれば、3ヶ月または5,000キロメートル以内の走行の保証が義務付けられている。走行メーターが16万キロメートル以上または10年以上前の製造であれば、1ヶ月または1,000キロメートル以内の走行の保証が義務付けられている。

### 欧州連合
欧州連合では、欧州連合の規定に基づき12ヶ月有効の「品質保証」が義務化されている。

## 認定中古車
新車を販売するブランドが独自の評価基準を定め、整備や部品交換を行い、ブランドとしての品質を保証した「認定中古車」というシステムがあり、多くは新車を取り扱う販売店の敷地内や近隣で販売している。

### 認定中古車のブランド名があるもの、該当ブランドの車両のみ販売している店舗
- CPO（Certified Pre-Owned） - レクサス認定中古車
- Honda Cars・U-Select - 本田技研工業の認定中古車専門販売店。『U-Select』は認定中古車の名称。
- Nissan Intelligent Choice - 日産自動車認定中古車

### ブランド名は無いが認定中古車を展開しているメーカー
○○認定中古車、○○アプルーブド、○○サーティファイドカーなどの一般名称で展開しているメーカー。
- フェラーリ - 『フェラーリ・アプルーブド』
- メルセデス・ベンツ - 『Mercedes-Benz Certified』(登録商標であるが、メーカーは単に「メルセデス・ベンツ認定中古車」という事が多い。)
- トヨタ自動車 - 『トヨタ認定中古車』
- SUBARU - 『SUBARU認定中古車』

## 査定
ユーザーが車を中古車販売業者に売却する場合、まず査定士の資格を有する業者が車を査定し、査定額を算出する。

### 査定のポイント

#### 車種（中古市場での人気度）
現在の自家用乗用車の一般的な傾向であるが、伝統的（古典的）で実用性や日常での使い勝手にやや乏しいクーペ（スペシャルティカーを含む）やノッチバックセダン、3ドアハッチバックのほか、後述する一部のSUVや大型ピックアップを除く国内メーカーによる海外生産車種は査定が安く、逆に実用性や日常での使い勝手にやや有利なミニバンやオフロード系4WD、ステーションワゴン（大きな分類として"SUV"スポーツユーティリティビークルと呼ばれる）、5ドアハッチバックなどのタイプは査定が高い傾向にある。しかし近年ではミニバン、ステーションワゴン、4WD等のSUVや軽自動車を除くコンパクト系ハッチバックも市場では飽和状態になりかけており、買い取り・販売価格ともに安定期から低迷期になりかけてもいる。一方、軽自動車は税金や保険料などの維持費の安さから、地方を中心に一定の中古市場があり値崩れしにくい事から、すぐ上の1000ccクラスよりも高査定が付くことが少なくない。

#### 車両の仕様（グレード・装備品、色）
車種によって多数のグレードがあり、グレード毎の差に主要装備はもちろん、排気量に差がある場合もあるので査定額に大きく影響する。
旧車の一例としてレビン/トレノ（AE80系）、およびMR2（AW10系）のケースがあり、程度によっては1600ccのDOHCエンジン搭載車ではプレミア価格が付くケースさえあるが、逆に1500ccのSOHCエンジン搭載車は不人気で買い叩かれる傾向がある。
まず、スポーツカーの例を挙げるとS13/14型シルビアの場合、まずターボモデルであるK'sはMT車が高値が付き、AT車の査定は下落傾向にある。そして、スポーツカーのみならずどんな車種でも言えることとしてS13/14型シルビアの場合、量販グレードである「Q's」や「K's」は通常の査定額となるが、廉価グレードであるJ'sは不人気で売りに出しても買い手がほとんど誰もいないため、たとえ高年式の程度良好車であってもほとんど値段がつかない傾向にある。また、フルBセグメントクラスの小型セダンの例を挙げるとE140/160型カローラアクシオの場合、同一の排気量で比較した場合だと新車販売時に販売台数があまり多くなかった上級グレード（「1.5G」および「HYBRID G」）の方が高値で買い取れる確率が高く、その一方で新車販売時に販売台数が圧倒的に多かった下級グレード（ビジネスパッケージを含む「1.3/1.5X」）の方が安値で買い叩かれる確率が高い。即ち、このようなクラスの小型セダンは新車販売時に販売台数が圧倒的に多かったグレードが一転して中古車市場では人気グレードになるとは決して限らないケースもある。尤も、この種の実用性・経済性を優先させた小型セダンの場合はスポーツカーの場合とは逆でAT車、およびCVT車はいずれも高値が付きやすく、売れ筋でないMT車の査定は大幅に下落しやすい。ただし、ごく一部のスポーツ系グレードのMT仕様の小型セダン（例：カローラ「1.6GT」/スプリンター「1.6GT」の各5速MT車、および各6速MT車、シビックフェリオ「SiR」の5速MT車、そして5速MT専用車として開発されたサニー「1.6VZ-R」等）は例外で車種によっては車両自体のコンディションにもよるがごく稀に高値が付く場合もある。
このほか、逆に｢上級グレードだからといってプラス査定にならない、かえって買い叩かれる｣と言う例もある。
Cセグメントクラスの実用型ファミリーセダンの例を挙げるとT240/260型プレミオ/アリオンの場合、下級グレード｢1.5F｣/｢A15｣のほうが税金・維持費等で有利かつ東南アジア等の新興国で1500ccモデルの人気が高いため、最上級グレードである｢2.0G｣/｢A20｣のほうがかえって査定の面で不利になる事も決して少なくない。

また、JZX81/90/100型マークII、チェイサー、クレスタの最上級グレードは3リッター車であるが、市場での売れ筋や需要は2.5リッター車及び2リッター車であるため、不人気グレードではないものの需要などの点で不利になることもあり、上級グレードだからといって必ずしも査定が有利になるとは限らない。
ボディカラーによっても査定が変動する。同一車種同一年式同一グレードによっても、車種ごとに人気のあるボディカラーは査定がプラスになるが、逆に主流から外れるマイナーなカラー、不人気なボディカラー、色あせしたレッドなどは査定が下がる傾向にある。

#### 後付け品・カスタムカー・オプションに対する評価
社外装備品も評価はされるが、綺麗に付けられているか、その車種に見合ったものかどうかも判断されるため、査定額が上がるとは限らない。むしろ純正部品に戻さなければならないと判断された場合査定額が下がるケースもある。
純正のメーカーオプションについても同じ事が言える。サンルーフや本革シートがあったりすると査定アップになる場合が多い。かつてはトヨタ・セルシオなど高級車でマルチビジョンがついていると査定アップする時期もあったが、現在は現代の2DINカーナビを搭載できないことからカスタマイズ性に難があるため現在ではむしろマイナスとなってしまう。また、何でもかんでもオプションが多数ついているからといって査定額が上がるものでもないので要注意。
カスタムカーや低年式の人気車種など趣味性の高い車両を売却する際は売却先によって査定額が大きく異なるため、よく検討するべきである。VIP仕様や走り屋仕様に改造されている場合、ディーラーに下取りに出した場合は査定額が大幅に減額となるが、そのような改造車を専門に扱っている店に売りに出した場合は、改造点数が多ければ多いほど高く評価されて査定が上がる傾向にある。また、旧車に関してもほぼ同様のことが言える｡（AE86レビン/トレノ、BNR32型スカイラインGT-Rなど）

#### 電気自動車に対する評価
日産・リーフや三菱・i-MiEV、テスラ車のような（ハイブリッド車ではない）純粋な電気自動車も現時点では充電インフラの整備があまり整っていないことや、バッテリー持ちが悪い（走行距離が増えるほど一回の充電当たりの航続距離が少なくなる）などといった特有の問題から査定の面で非常に不利になるパターンも少なからず存在する。なお中古車取引に影響を与えうる問題としては、RO-RO船やフェリーなどにおいて火災の懸念から中古車・使用過程車が乗船拒否対応を取られてしまう(つまり商品としての輸送コストアップやユーザー離れの原因になりうる)ケースが存在する。

#### 年式
年式が新しいほうが高査定額になるのは言うまでもないが、同車種同型式でもマイナーチェンジ前後やモデルチェンジ初期型末期型などで査定額に大きな差が出る。その一方、とりわけ高年式であるほどユーザーに不利な状況が発生した場合、低年式車のほうが却って人気が出てくる場合もある。
例1：近年は年式が新しいほどマフラーの音量等に対する規制が厳しい傾向にあるため、同一車種の同一型式の場合、車種によっては規制が厳しくない初期モデルに人気が出ることもある。
例2：軽自動車の場合2015年4月登録の新車から軽自動車税が増額（増税）されたため（軽乗用車：7,200円→10,800円、軽貨物車：4,000円→5,000円）、同一車種の同一型式の場合2015年3月以前登録の車のほうが人気が高い。

#### 走行距離が少なく、かつ年式相応か
軽自動車の年間標準走行距離は8,000km、普通車は10,000kmというように一定の目安があり、それを超えると減額されそれ以下の場合増額される。ただし、自動車も機械であるのである程度動かしていないと動作不調に陥りがちであり、年数から見て極端に少ない走行距離の場合、必ずしも増額されるとはいえないこともある。なお、年数の経過した車両の場合、少走行による増額査定はない場合が多い。

#### 色
その時代の人気色が高査定になるケースが多い。2000年代でいうと、白、黒、シルバーなど。また車種独自の人気色がある場合、その色が高査定になる例がみられる。

#### 車の状態
各機器の動作、汚れや傷の有無、修復歴を確認する。修復歴は事故歴と混同されがちだが、別物である。事故を起こしてなくとも修復歴に該当する部位（主に内鈑やフレーム）が損傷もしくは修正されていた場合、修復歴となる。逆に事故を起こしてはいても、バンパーを交換した、ドアのへこみを戻し塗装しただけでは修復歴にならず、交換跡、修理跡と判断される。
修復歴車の定義に関しては、社団法人自動車公正取引協議会（公取協）の定める『自動車業における表示に関する公正競争規約』上に取り決めがある。また、その規約は（財）日本自動車査定協会（日査協）及び（社）日本中古自動車販売協会連合会（中販連）の「中古自動車査定基準」に定める修復歴車の定義と同一である。修復歴車の取り扱いに関してオートオークション会場ごとで異なっていたため、平成14年より日本オートオークション協議会を中心に修復歴判定基準を統一する方向に進んでいる。

## 中古車情報
消費者から見た情報について世界的な状況を言うと、数十年前は店舗にある情報や紙媒体ばかりだったが、2000年ころからはウェブサイトで中古車情報が得られるようになってきている。
日本国内
中古車販売業者における指標としては、オークションにおける相場情報や中古車の卸・販売価格を網羅した情報誌『オートガイド自動車価格月報』（有限会社オートガイド刊、通称・レッドブック）がある。一方、消費者にとって有益となるのが中古車情報誌や中古車情報検索用のウェブサイトである。インターネットの普及によって、これらの媒体に中古車情報が大量に提供されるようになった。
情報誌とウェブサイトの両方を運営している会社としては、次の会社が挙げられる。
- 『カーセンサー』（株式会社リクルート）
- 『グーネット』（旧称『Goo』、株式会社プロトコーポレーション）
- 『カッチャオ』（株式会社シイ・アイ・エス、株式会社MGコーポレーション、株式会社リクルート西日本カーセンサー、株式会社ティーネット）

これらは中古車のデータベースにもとづいて、紙に印刷する情報誌およびウェブサイトの両方を作成・公表している。
インターネットサイト専門にしていて紙媒体は持たないサイト（会社）は次のとおり。
・『車選びドットコム』https://www.kurumaerabi.com/ （株式会社ファブリカコミュニケーションズ）
・『carview』https://carview.yahoo.co.jp/　（株式会社カービュー）
・『MOTA中古車』https://autoc-one.jp/used/
・『くるまのニュース』https://kuruma-news.jp/usedcar
また中古車情報サイトには、中古車販売業者が開設しているものもある。

## 中古車販売にかかわる諸問題

### 事実と異なる表示
一部の悪質業者が、多走行や修復歴などのマイナスポイントを隠しプライスボードなどに事実とは異なる表示を行うなどしているケースがある。
修復歴車、重要瑕疵事項のある車両（ニコイチ車、盗難車、水没車等）
中古車では、交通事故で破損した自動車（事故車）を修理して販売する場合があるが、この事故を隠して販売した場合、その取引が問題視される。事故車の場合は事故によって目立った破損の他に、気付かれ難い欠陥がある場合があり、消費者がそれを知らずに使用していて、機械的な問題から事故を起こす危険が伴う事もあるためである。またニコイチ車、盗難車や水没車も経歴を隠してオークション市場に流れることもある。
走行メーター改ざん
中古車の販売については、事故歴を隠して販売する以外にも、走行距離計（オドメーター）の数字を巻き戻したり、同一車種の距離の少ないメーターに交換したりして走行距離を短く見せかけて販売 （いわゆるメーター戻し） することも多く、故障が発生して修理する際に、表示上の走行距離以上に部品が消耗していることが発覚するなど、トラブルが絶えない（なお、年式の割に走行距離が極端に短い（年間で2000-3000キメートル程度）車も要注意。巻き戻しがされていなくても、頻繁に乗らないからという理由で保守が十分にされていない場合もある（潤滑油など油脂類が、運転させなくても時間の経過とともに劣化するため））。その他、過去の整備履歴を記した整備手帳が処分されて整備状況がわからないなど多くの問題を抱える。現在では日本オートオークション協議会が中心となり、走行メーター管理システムによる自動車オークション経由での走行距離の不正を防止する動きがある。しかし2010年頃から、この不正防止策を逆手に取る形での新たな手口でのメーター巻き戻し（特殊な機械を用いて改竄し、車検通過後に車検証を一旦返納して再登録するなど）が見られるようになっており、捜査に当たる警察などが国土交通省に対策を求める事態になっている。
前オーナーがインストールしたソフトウェアの権利の消滅
テスラ社の自動車は中古車で購入した場合、「あなたが支払った機能ではありません」とされ、前オーナーが購入しインストールされたソフトウェアは全て抹消される。

### レモン市場の問題
中古車市場はレモン市場だ、という問題は、1970年にアメリカの理論経済学者ジョージ・アカロフによって指摘されはじめ、その後も幾人もの経済学者によって研究されている問題である。中古車市場では、売り手は取引する商品の品質を（比較的）よく知っているが、買い手はそれを購入するまでその品質をよく知ることはできないため、結果として、購入した中古車は英語の俗称で「lemon レモン（すっぱいもの）」と表現されるもの つまり故障しやすい粗悪車、が多くなってしまうという市場メカニズムが働く、という問題。

### 環境規制に関わる諸問題

#### 発展途上国への輸出
中古車は価格が安いため、欧州連合（EU）加盟国やアメリカ合衆国、日本といった先進国から、アフリカ諸国など所得水準が低い発展途上国へ大量に輸出されている。国連環境計画（UNEP）は2020年10月に公表した中古車の国際貿易についての調査報告で、対象とした146カ国の3分の2では、中古車輸入についての規制が「弱い」「非常に弱い」と指摘した。途上国での自動車台数は今後も増え続けるが、中古車は技術が進歩した新車に比べ排ガスや二酸化炭素を多く出すため、大気汚染や地球温暖化といった環境問題を引き起こしやすいことが指摘されている（ケニアは8年落ちまで、モーリシャスは3年落ちまでなど厳しい規制を導入する途上国もある）。

#### 日本
（欧州やアメリカでも国内の中古車に関する環境にかかわる規制はあるが輸出中古車に関しては世界の環境への配慮が欠けてしまっており、それと同様に）日本も日本国内の中古車の環境に関わる規制はあるが、日本から世界に向けて輸出する中古車に関しては（欧州やアメリカ同様に）世界の環境への配慮が欠如してしまっている。
日本国内の中古自動車に限れば、環境負荷の低減方策については、修理などによる長期的な使用よりも新車への置き換えが政策的に進められている（新車登録からガソリンエンジンで13年、ディーゼルエンジンで11年経過後の自動車税の割増措置など）。
この一環であるNOx規制によって、関東地方や関西地方などでは、古い自動車の変更登録ができなくなりつつある。ところが、同様の規制が他の地方では行われていない、あるいは規制対象外の地方にだけ大型車両の中古車販売市場がある、という問題がある。
日本の地方（大都市以外）のバス会社では経営が苦しいために新車の購入がままならず、20年以上も使い続けているバス会社も多いために、大都市で10年程度使用した規制不適合の中古バスを譲り受けて入れ替える場合が多い。規制対象となるのはトラックやバン、
バス、ディーゼルエンジン搭載乗用車であり、また、2005年に石原慎太郎東京都知事が「規制対象のディーゼル車を地方で再利用しているのは、公害問題も地方に移転しているようなものだ」と問題点を指摘し、都営バスのように地方バス会社への中古車売却を認めなくなったケースも出た。このため、中古バス市場で車両価格が急騰し、それまで老朽化した旧型車両を 整備状態の良い都営バスの中古車を購入し置き換え続けることで苦しい経営を続けてきた地方の一般路線バス事業者は中古車両の購入が困難になった（その後、都営バスでは2008年度よりKC-代車に対して条件付きで譲渡を再開した）。石原都知事の辞任後、東京都議会の平成25年予算特別委員会で、今後廃車する車両が全て排出ガス規制に適合することから、基本的に中古車両として売却し有効活用を図るとしている。

## オートバイの中古車
世界の状況